# Aeranthes polyanthemus
Aeranthes polyanthemus är en orkidéart som beskrevs av Henry Nicholas Ridley. Aeranthes polyanthemus ingår i släktet Aeranthes och familjen orkidéer. Inga underarter finns listade i Catalogue of Life.